# نازارث (گروه موسیقی)
نازارث (به انگلیسی: Nazareth) یک گروه موسیقی هارد راک اسکاتلندی است که در سال ۱۹۶۸ میلادی تشکیل شد و در آن زمان چندین بار در انگلستان حضور داشت، همچنین در چندین کشور اروپای غربی در دهه ۱۹۷۰ به اجرای برنامه پرداخت. این گروه موسیقی در سال ۱۹۷۵ با آلبوم موی سگ به شهرت رسید.

## تاریخچه

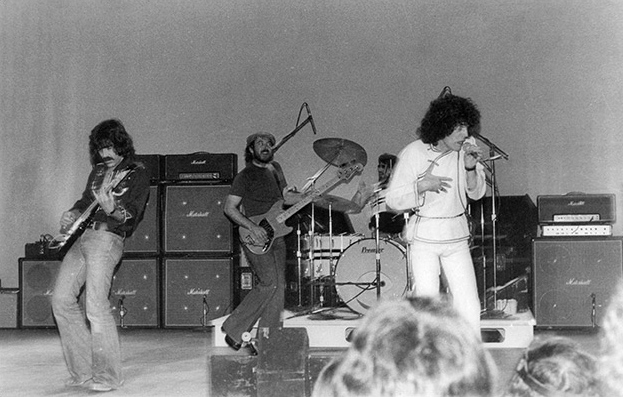
گروه نازارث در حال اجرا در ۶ مارس ‍۱۹۷۶

نازارث از باقی مانده اعضای گروه نیمه حرفه‌ای محلی شیدتس (زبان انگلیسی: Shadettes) در دسامبر ۱۹۶۸ در شهر دانفرملین تشکیل شد، خواننده این گروه دن مک‌کافی، گیتاریست آن منی چارلتون، نوازنده باس آنپیت اگنیو و درامر آن درل سویت بود. آنها از گروه‌های موسیقی بیتلز و رولینگ استونز الهام گرفته بودند. این گروه نام خود را از روستای نازارث در ایالت پنسیلوانیا گرفتند.
حین یکی از تورهای این گروه در سال ۱۹۹۹ میلادی، درامر این گروه، درل سویت، بر اثر سکته قلبی در سن ۵۱ سالگی درگذشت. او با پسر پیت اگنیو، لی اگنیو، جایگزین شد.
در ۴ اوت سال ۲۰۰۶ میلادی، کیبوردیست سابق این گروه، جان لاک، در اثر بیماری سرطان در سن ۶۲ سالگی درگذشت.
این گروه در ۱۳ فوریه سال ۲۰۱۵ میلادی اعلام کرد که از این پس کارل سنتنس خواننده اصلی این گروه است.

## آلبوم‌ها
- (columns-list| Nazareth (۱۹۷۱
- (Exercises (۱۹۷۲
- (Razamanaz (۱۹۷۳
- (Loud 'n' Proud (۱۹۷۳
- (Rampant (۱۹۷۴
- (Hair of the Dog (۱۹۷۵
- (Close Enough for Rock 'n' Roll (۱۹۷۶
- (Play 'n' the Game (۱۹۷۶
- (Expect No Mercy (۱۹۷۷
- (No Mean City (۱۹۷۹
- (Malice in Wonderland (۱۹۸۰
- (The Fool Circle (۱۹۸۱
- (2XS (۱۹۸۲
- (Sound Elixir (۱۹۸۳
- (The Catch (۱۹۸۴
- (Cinema (۱۹۸۶
- (Snakes 'n' Ladders (۱۹۸۹
- (No Jive (۱۹۹۱
- (Move Me (۱۹۹۴
- (Boogaloo (۱۹۹۸
- (The Newz (۲۰۰۸
- (Big Dogz (۲۰۱۱
- (Rock 'n' Roll Telephone (۲۰۱۴
- (Tattooed on My Brain (۲۰۱۸